# Andrej Čepček
Andrej Čepček (* 1. srpna 1934) je bývalý slovenský fotbalový obránce.

## Fotbalová kariéra
V československé lize hrál za Iskru Žilina, Tankistu Praha a Tatran Prešov. Nastoupil ve 124 ligových utkáních a dal 1 gól.

## Ligová bilance
| Ročník                                   | Zápasy | Góly | Minuty | Klub           |
| ---------------------------------------- | ------ | ---- | ------ | -------------- |
| Přebor československé republiky 1954     | –      | 0    | –      | Iskra Žilina   |
| Přebor československé republiky 1955     | –      | 0    | –      | Tankista Praha |
| 1. československá fotbalová liga 1957/58 | –      | 0    | –      | Tatran Prešov  |
| 1. československá fotbalová liga 1958/59 | –      | 0    | –      | Tatran Prešov  |
| 1. československá fotbalová liga 1959/60 | –      | 0    | –      | Tatran Prešov  |
| 1. československá fotbalová liga 1960/61 | –      | 1    | –      | Tatran Prešov  |
| 1. československá fotbalová liga 1961/62 | –      | 0    | –      | Tatran Prešov  |
| CELKEM                                   | 124    | 1    | –      |                |